# Stan Dragoti
Stan Dragoti (n. 4 octombrie 1932, New York City, New York, SUA – d. 13 iulie 2018, Los Angeles, California, SUA) a fost un regizor american de origine albaneză mai cunoscut pentru filmele Mr. Mom (Când mămica nu-i acasă...) (1983), Omul cu un pantof roșu (Omul cu un pantof roșu) (1985) și Love at First Bite (1979).

## Filmografie
- 1972 Dirty Little Billy
- 1979 Love at First Bite
- 1983 Când mămica nu-i acasă... (Mr. Mom)
- 1985 Omul cu un pantof roșu (The Man with One Red Shoe)
- 1989 She's Out of Control
- 1991 Necessary Roughness